# Микеле Паолучи
Микеле Паолучи (на италиански: Michele Paolucci), е италиански нападател, играещ за Сиена.
Юноша на Ювентус, той прогресира през младежките формации заедно с Клаудио Маркизио и Паоло Де Челие. През 2006/2007 е отдаден под наем на Асколи, като за тях той играе първият си професионален мач.
През лятото на 2007 г., като част от сделката за преминаването на Винченцо Якуинта в Ювентус, Удинезе закупуват 50% от правата на Паолучи, като също така трябва да играе за Зебрите. Следващите два сезона играе под наем в Аталанта и Катания.
Ювентус откупуват обратно пълните му права през юни 2009 г., за 3,3 млн. евро, ана 8 юли 2009 г., за същата сума Сиена правото да са съсобственици.
На 16 януари 2010 г., поради многото контузени играчи, Ювентус го привлича под наем.